# Троицкая волость (Егорьевский уезд)
Тро́ицкая во́лость — волость в составе Егорьевского уезда Рязанской губернии, существовавшая до 1922 года.

## История
Троицкая волость существовала в составе Егорьевского уезда Рязанской губернии. Административным центром волости было село Троицы. В 1922 году Егорьевский уезд был включен в состав Московской губернии.
22 июня 1922 года волость была упразднена, селения волости присоединены к Колычевской волости.

## Состав
На 1885 год в состав Троицкой волости входило 2 села и 12 деревень.
| Вид     | Наименование       | Население, чел. (1885 год) | Население, чел. (1905 год) |
| ------- | ------------------ | -------------------------- | -------------------------- |
| село    | Троицы             | 156                        | 180                        |
| деревня | Кузьминка          | 106                        | 149                        |
| деревня | Калачева           | 151                        | 214                        |
| деревня | Надеево            | 293                        | 399                        |
| деревня | Блохино            | 132                        | 249                        |
| деревня | Исаиха             | 182                        | 283                        |
| деревня | Бутово             | 146                        | 196                        |
| деревня | Русаки             | 80                         | 125                        |
| деревня | Зайцево            | 131                        | 156                        |
| деревня | Ивановская         | 286                        | 373                        |
| деревня | Сазонова           | 477                        | 610                        |
| деревня | Борки              | 73                         | 101                        |
| деревня | Гридинский Поселок | 24                         | 14                         |
| село    | Ивановское         | 19                         | 23                         |

## Землевладение
Население составляли 17 сельских общин — все бывшие помещичьи крестьяне, кроме одной государственных крестьян. Все общины, кроме одной, имели общинную форму землевладения. 13 общин делили землю по числу работников мужского пола с 18 лет, в 2 общинах по ревизским душам и в одной по наличным работникам. Луга делились ежегодно. Почти все общины снимали в аренду луга.

## Сельское хозяйство
Земля в волости была среднего качества, почва в 10 общинах песчаная, а в 7 суглинистая. Хороших лугов было мало, в основном по кустарнику. Леса было мало, своего топлива хватало только 5 общинам. Крестьяне сажали рожь, овёс, гречиху и картофель. Топили дровами и сучьями.

## Местные и отхожие промыслы
Местные промыслы были разнообразны. Основным местным промыслом было ткание нанки. В 1885 году местные заработки имели 357 мужчин и 232 женщины. Из мужчин 130 человек занимались тканием нанки, 32 красильщика, 25 человек работали на ткацких фабриках, 58 человек плели лапти, 41 пилили дрова, остальные чернорабочие и пр. Из женщин 128 ткали нанку, 29 мотали бумагу, 51 плели лапти, 12 работали на ткацких фабриках, остальные кухарки, работницы и прочее.
Отхожие промыслы были развиты меньше. На заработки уходили 125 мужчин и 12 женщин. Из мужчин 29 извозчиков, 27 занимались торговлей или были приказчиками, 14 красильщиков, остальные — дворники, чернорабочие и пр. Из женщин 7 работали на фабриках. Уходили в основном в Московскую губернию.

## Инфраструктура
В 1885 году в волости имелось 2 кузницы, 1 чайная и 1 мелочная лавка, 2 кабака и 1 трактир. Школа имелась в деревне Колычеве.